# Koos van Bruggen
Jacobus Adriaan Rijkel (Koos) van Bruggen (Diepenveen, 3 maart 1914 - Groningen, 12 mei 1979) was een Nederlands huisarts, schilder en beeldhouwer.

## Leven en werk
Van Bruggen was een zoon van Jacob Jan van Bruggen, huisarts in Diepenveen, en Hendrika Cornelia Hofman. Hij studeerde geneeskunde en werd in 1940 huisarts in de stad Groningen. Begin jaren 50 leerde hij tekenen en schilderen van Jan van der Zee en houtbewerken van een van zijn patiënten. 
Na 1968, toen hij een tweede hartinfarct had gehad, richtte Van Bruggen zich volledig op het kunstenaarschap in zijn nieuwe woonplaats Pieterburen. Hij maakte expressieve schilderijen, rolsels (drukwerk) en houten sculpturen, die Van Bruggen zelf palen noemde. In zijn schilderijen, pastels, gouaches en aquarellen toonde hij stad en land van Groningen en de mens daarin, in zijn werk is de invloed van Ploeg-kunstenaars Van der Zee, Hendrik Werkman en Job Hansen zichtbaar. Hij nam deel aan diverse tentoonstellingen en kreeg in 1962 een eervolle vermelding op de Wintroptentoonstelling in Oostende.

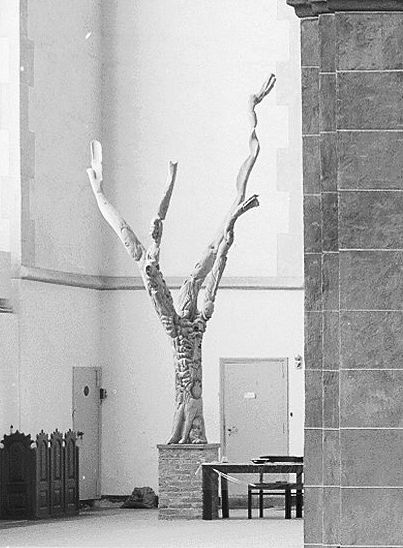
Man met vier handen in 1983

Een voorbeeld van Van Bruggens beeldhouwwerk is het beeld Man met vier handen (1973-1975) in de Martinikerk. Hij maakte het, met hulp van Gosse Dam, uit een 6 meter hoge perenboom tijdens de restauratie van de kerk. Hij maakte in deze periode ook een serie van twaalf houten apostelbeelden, van Bruggen schonk de apostelenkandelaars aan de Doopsgezinde Gemeente in Groningen.
In 1976 werd Van Bruggen geportretteerd in het tv-programma Van Gewest tot Gewest.
Van Bruggen was een aantal jaren getrouwd met de onderwijzeres Elisabeth Maria Andriessen (1911-2002). Uit dit huwelijk werd de beeldhouwster Coosje van Bruggen geboren. Koos van Bruggen overleed op 65-jarige leeftijd.